# Maricite
La maricite ou marićite est un minéral Phosphate de fer et de sodium de formule chimique NaFe2+(PO4), qui possède deux cations métalliques reliés à un tétraèdre phosphate. Sa structure est la même que celle de l'olivine, un minéral commun. Elle est fragile, généralement incolore à grise, et se trouve dans des nodules au sein de lits de schiste contenant souvent d'autres minéraux comme la pyrite, la wicksite, la wolféite et la vivianite.
La maricite est plus connue dans la région de la rivière Big Fish, dont c'est la localité type, dans la région de la rivière Big Fish dans le territoire du Yukon, au Canada, mais elle a également été trouvée dans l'est de Allemagne, ainsi qu'à l'intérieur de diverses météorites à travers le monde. La maricite doit son nom au Croate Luka Maric (1899-1979), directeur des départements de minéralogie et de pétrographie de l'Université de Zagreb.
La maricite est un phosphate de fer sodique appartenant au groupe minéral extrêmement diversifié des phosphates. Elle a été découverte en 1977 dans le Yukon, au Canada. Le site géologique de la rivière Big Fish a été le lieu de la découverte de plusieurs nouveaux minéraux phosphatés.
La maricite trouve une utilisation possible dans la recherche sur les batteries sodium-ion ainsi qu'un rôle de produit de réaction à l'intérieur des chaudières des centrales électriques à combustibles fossiles qui subissent de la corrosion,.

## Composition
La maricite est membre du groupe des minéraux phosphates. Ceux-ci ont un ou plusieurs cations métalliques liés à l'anion orthophosphate PO3-4. Les métaux liés au PO4 sont le sodium et le fer. La formule empirique de la maricite est NaFePO4 et sa masse molaire est de 173,81 g/mol,. La formule générale de la maricite est ABPO4. La composition chimique du minéral a été initialement déterminée par le groupe du Dr Corlett du Département des sciences géologiques de l'Université Queen's, à Kingston, en Ontario, à l'aide d'une analyse par microsonde électronique, et s'est révélée être Na0,91(Fe0,89Mn0,07Mg0,03)P1,02O4,00, une fois normalisé à quatre atomes d'oxygène. Les pourcentages pondéraux ont été déterminés en utilisant six points différents sur une coupe mince et en faisant la moyenne des pourcentages de chaque oxyde dans tous les échantillons. Les résultats en pourcentage pondéral moyen des oxydes sont les suivants :
| oxydes | oxydes  |
| ------ | ------- |
| Na2O   | 16,5 %  |
| MgO    | 0,8 %   |
| CaO    | 0,0 %   |
| MnO    | 3,1 %   |
| FeO    | 37,4 %  |
| P2O5   | 42,5 %  |
|        | 100,3 % |

En examinant ces résultats, on peut déterminer que la majorité de la composition pondérale de l'oxyde est constituée de FeO, le P2O5 représentant presque le même pourcentage pondéral. Il y a un pourcentage significatif d'oxyde de Na2O et un pourcentage insignifiant d'oxyde de CaO (~0). Il ressort clairement de la teneur en oxyde du minéral que les principaux composants seront le sodium, le fer, le phosphore et l’oxygène. Le facteur d'oxyde peut être utilisé pour déterminer les pourcentages pondéraux des éléments individuels comme suit, 1 atome de sodium totalisant environ 13 % de la composition, 1 atome de fer totalisant environ 32 % de la composition, 1 atome de phosphore totalisant environ 18 % de la composition et 4. atomes d'oxygène totalisant environ 37 % de la composition.

## Structure
La maricite est un phosphate ionique double métallique, avec une capacité de remplissage d'espace d'environ 70 %. La structure de la maricite contient un cation sodium entouré de dix anions oxygène dans un rayon de 10 Å, dans une coordination irrégulière. Il existe un tétraèdre déformé de type (2 + 2 + 2) autour du fer. Les distances en Å entre le fer et l'oxygène sont comprises entre 2,33 et 2,93. Le tétraèdre phosphate est presque régulier, avec 2 liaisons courtes et 2 liaisons plus longues. L’atome de fer est entouré par quatre atomes d’oxygène qui lui confèrent une coordination tétraédrique. La moitié des atomes d'oxygène sont coordonnés avec deux atomes de sodium, deux atomes de fer et un atome de phosphore, tandis que l'autre moitié est coordonnée avec trois atomes de sodium, un atome de fer et un atome de phosphore. La structure de la maricite a été comparée à la structure de l'olivine. Les structures des deux minéraux sont similaires car ils contiennent tous deux du PO4 dans leur composition atomique. Cependant, les sites M1 et M2 pour LiFePO4 et NaFePO4 ont des localisations inversées rendant leurs structures différentes. Pour l'olivine, le site M1 contient le métal alcalin tandis que le site M2 contient le métal de transition, tandis que dans la maricite, le site M1 contient le métal de transition et le site M2 contient le métal alcalin.

## Propriétés physiques
La maricite (NaFePO4) développe des grains allongés jusqu'à 15 cm de long dans la direction [100]. Les grains ont une structure radiale à sous-parallèle. Elle est généralement incolore à grise (mais présente parfois une couleur brun pâle) et un trait blanc. Son éclat vitreux est dû à ses faibles valeurs d'indices de réfraction, α = 1,676, β = 1,695, γ = 1,698, et son opacité va de transparent à translucide. Elle n'a ni clivage ni pléochroïsme et n'est pas non plus fluorescente à la lumière UV. Elle possède une dureté de 4 à 4,5 sur l'échelle de Mohs et révèle une densité de 3,64. Elle se montre toutefois fragile, avec une cassure inégale en éclats et fait partie de la classe des cristaux de système orthorhombique et de la classe optique biaxe négative et a un angle 2V calculé de 43°. Le symbole de sa classe en notation Hermann-Mauguin est 2/m 2/m 2/m, dans le groupe d'espace Pmnb. Yvon Le Page et Gabrielle Donnay ont publié les dimensions des mailles élémentaires : a = 6,864, b = 8,994 et c = 5,049. Joseph A. Mandarino a obtenu les espacements d en utilisant la diffraction des rayons X sur poudre et la loi de Bragg : 2,574 pour une intensité de 100 %, 2,729 pour une intensité de 90 %, 2,707 pour une intensité de 80 %, 1,853 à une intensité de 60 %, 3,705 à une intensité de 40 %, 2,525 à une intensité de 30 % et 1,881 à une intensité de 30 % également,.

## Occurrence géologique
La maricite a été découverte dans la région de la rivière Big Fish, près de la frontière est du territoire du Yukon, autour de 68° 30' de latitude nord et de 136° 30' de longitude ouest. Cette zone est une localité de type kulanite - baricite - penikisite composée principalement de schistes lités et calcaires sidéritiques. La maricite a été trouvée dans des nodules allant jusqu'à 15 cm de long dans les lits de schiste. Certains nodules ne contenaient qu’un seul minéral, tandis que d’autres en contenaient plusieurs. Très peu de nodules étaient constitués uniquement de maricite. La plupart des échantillons contenaient également du quartz, de la ludlamite, de la vivianite, de la pyrite et/ou de la wolféite. Lorsque des échantillons qui semblaient contenir uniquement de la maricite ont été examinés de près dans une coupe mince, de petites inclusions de ludlamite, de quartz et de vivianite étaient présentes le long des cassures. Des formations de maricite ont aussi été répertoriées en Saxe, en Allemagne. Ce site ainsi que celui de Big Fish River au Canada est situé juste au nord des limites des plaques convergentes et sont constituées de montagnes et de collines de roches métamorphiques et ignées,. La maricite a également été signalée dans des météorites découvertes dans l'est de l'Antarctique, dans l'Uttar Pradesh, en Inde, en Algérie et à Avannaa, au Groenland,,.

## Histoire
La maricite a été nommée par Darko Sturman et Joseph Mandarino en l'honneur du professeur Luka Maric qui a longtemps dirigé le département de minéralogie et de pétrographie de l'Université de Zagreb en Croatie. Le nom a été approuvé en 1977 par la commission des nouveaux minéraux et noms de minéraux. On ne sait pas exactement pourquoi le minéral a été nommé en l'honneur de Maric, cependant il est notable qu'il est l'auteur de plusieurs livres de géologie, dont Magmatiti u Uzhem Podruchju Rudnika Bor u Istochnoj Srbiji (1957) ["Magmatites dans la zone étroite de la mine de Bor en Serbie orientale].